# Sam Collins

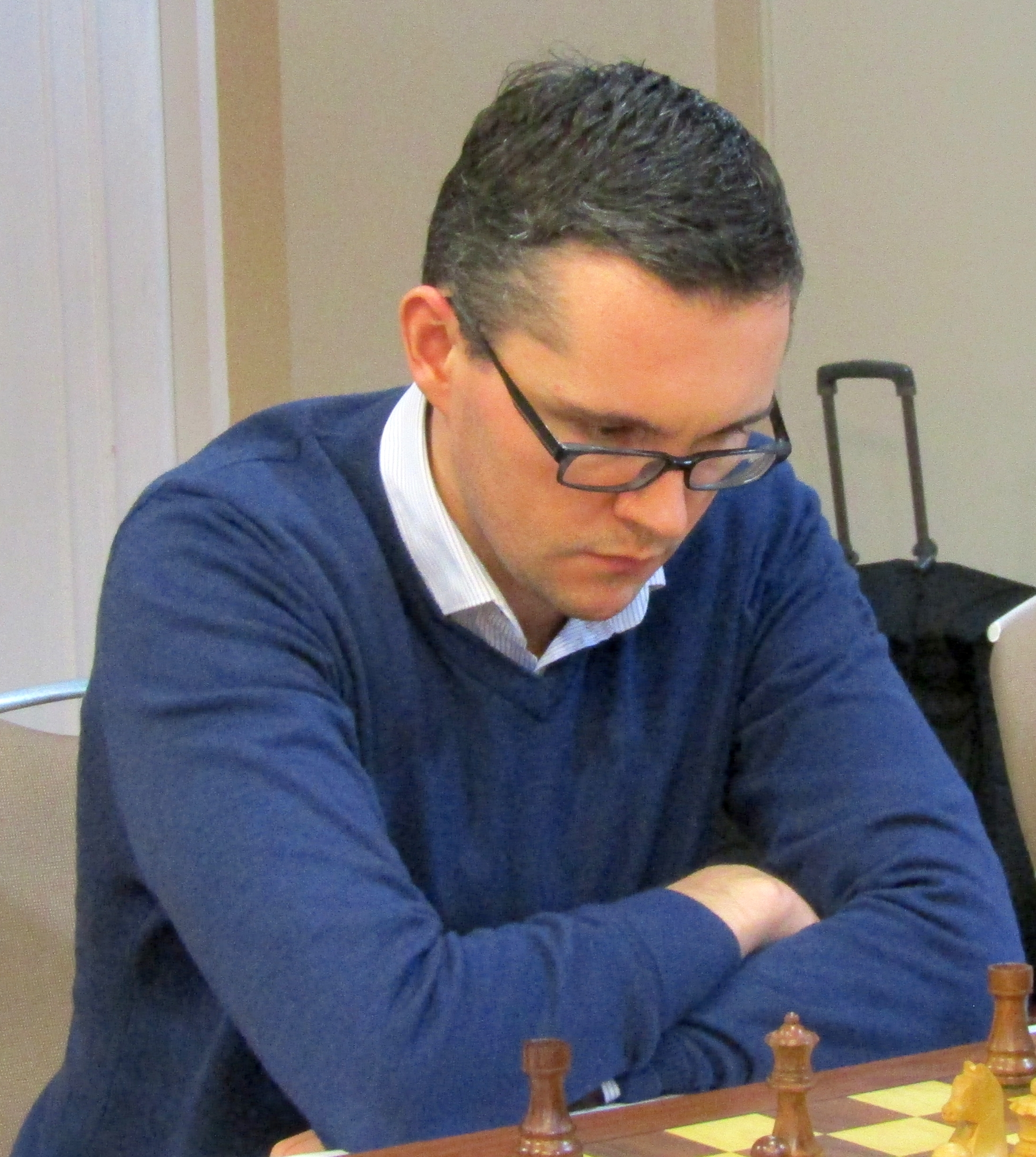
Sam Collins, 2017

Sam E. Collins (Dublin, 5 september 1982) is een Ierse  schaker. In 2004 verwierf hij de titel internationaal meester (IM).

## Carrière als junior
Sam Collins werd geboren in Dublin, waar hij student was aan het "Gonzaga College", een school met een sterke schaaktraditie. Tijdens zijn studie zorgde hij dat de school voor de tweede keer mocht deelnemen aan het Millfield internationaal schaaktoernooi, dat bekend stond als het belangrijkste toernooi voor Britse en Ierse scholen. Collins kreeg hier de vermelding "beste speler van het toernooi".
Ook vertegenwoordigde Collins zijn land in de competitie voor junioren, de "Glorney Cup", en op Schaakolympiade in 2000, hij was de tot die datum jongste Ier die deelnam.

## Carrière als senior
Collins nam met het Ierse team deel aan alle Schaakolympiades tussen 2000 en 2014. In 2010 en 2012 speelde hij aan het eerste bord. Op de Schaakolympiade 2002, gehouden in Bled, Slovenië, won hij de gouden medaille voor zijn resultaat 7½ pt. uit 8 aan het tweede reservebord. Op de Schaakolympiade 2004, in Calvià, Spanje, behaalde hij de titel internationaal meester (IM).
Drie keer behaalde Collins een norm, benodigd voor het verkrijgen van de grootmeestertitel: in 2008, 2010, en 2018. Zijn hoogste bereikte FIDE-rating 2495 is de hoogste ooit door een in Ierland geboren speler bereikte rating.
Collins won het schaakkampioenschap van Ierland in 2002 en in 2014. Het Japanse schaakkampioenschap won hij in 2009. Op de Schaakolympiade in 2010 behaalde hij remise tegen Aleksandr Grisjtsjoek. In 2011 won hij een partij tegen Viktor Kortsjnoj.
Hij heeft gedoceerd aan de prestigieuze Berkeley Chess School.

## Schaakvereniging
Collins speelt voor de Gonzaga Chess Club, waarvan het eerste team onder meer als leden heeft de Franse grootmeester Sebastien Mazé en de Ierse internationaal actieve spelers Stephen Jessel en Conor O'Donnell. Collins en Mazé wisselen elkaar af aan het eerste bord. In deze samenstelling won de club in 2015, 2016 en 2017 de Armstrong Cup.

## Persoonlijk leven
Na zijn schoolperiode studeerde Collins rechten aan het University College Dublin, waarna hij het recht had te spreken tijdens rechtszittingen. Hij verkreeg de graad meester in de rechten van de University of London en werd advocaat in Dublin.

## Publicaties
Internationaal is Collins met name bekend als auteur van schaakboeken en DVDs.
- Ruy Lopez: Attacking with the Schliemann - Sam Collins, Chessbase (PC-DVD), 2015[17]
- Karpov: Move by Move - Sam Collins, Everyman Chess, 2015
- The Tarrasch: Move by Move - Sam Collins, Everyman Chess, 2014[18]
- Chess explained: The c3 Sicilian - Sam Collins, Gambit Publications, 2007
- An attacking repertoire for White - Sam Collins, Batsford, 2005

## Externe koppelingen
- (en)   Informatie over schaakpartijen van Sam Collins op ChessGames.com
- (en)   Informatie over schaakpartijen van Sam Collins op 365chess.com
- (en)  FIDE-ratinggegevens voor Sam Collins